# Chevrier
Chevrier és un municipi francès situat al departament de l'Alta Savoia i a la regió d'Alvèrnia-Roine-Alps. L'any 2007 tenia 356 habitants.

## Demografia

### Població
El 2007 la població de fet de Chevrier era de 356 persones. Hi havia 136 famílies de les quals 28 eren unipersonals (12 homes vivint sols i 16 dones vivint soles), 44 parelles sense fills, 56 parelles amb fills i 8 famílies monoparentals amb fills.
La població ha evolucionat segons el següent gràfic:
Habitants censats

### Habitatges
El 2007 hi havia 164 habitatges, 138 eren l'habitatge principal de la família, 18 eren segones residències i 8 estaven desocupats. 133 eren cases i 31 eren apartaments. Dels 138 habitatges principals, 108 estaven ocupats pels seus propietaris, 27 estaven llogats i ocupats pels llogaters i 3 estaven cedits a títol gratuït; 1 tenia una cambra, 5 en tenien dues, 22 en tenien tres, 37 en tenien quatre i 73 en tenien cinc o més. 132 habitatges disposaven pel capbaix d'una plaça de pàrquing. A 53 habitatges hi havia un automòbil i a 77 n'hi havia dos o més.

### Piràmide de població
La piràmide de població per edats i sexe el 2009 era:
| Homes | Edats   | Dones |
| ----- | ------- | ----- |
| 0     | 95 o +  | 0     |
| 0     | 90 a 94 | 0     |
| 0     | 85 a 89 | 12    |
| 4     | 80 a 84 | 4     |
| 4     | 75 a 79 | 4     |
| 0     | 70 a 74 | 8     |
| 0     | 65 a 69 | 0     |
| 4     | 60 a 64 | 0     |
| 8     | 55 a 59 | 4     |
| 20    | 50 a 54 | 20    |
| 16    | 45 a 49 | 4     |
| 24    | 40 a 44 | 12    |
| 12    | 35 a 39 | 16    |
| 8     | 30 a 34 | 12    |
| 8     | 25 a 29 | 4     |
| 8     | 20 a 24 | 12    |
| 4     | 15 a 19 | 0     |
| 12    | 10 a 14 | 20    |
| 20    | 5 a 9   | 4     |
| 4     | 0 a 4   | 4     |

## Economia
El 2007 la població en edat de treballar era de 240 persones, 188 eren actives i 52 eren inactives. De les 188 persones actives 180 estaven ocupades (101 homes i 79 dones) i 8 estaven aturades (4 homes i 4 dones). De les 52 persones inactives 14 estaven jubilades, 14 estaven estudiant i 24 estaven classificades com a «altres inactius».

### Ingressos
El 2009 a Chevrier hi havia 149 unitats fiscals que integraven 403 persones, la mediana anual d'ingressos fiscals per persona era de 23.846 €.

### Activitats econòmiques
Dels 12 establiments que hi havia el 2007, 7 eren d'empreses de construcció, 1 d'una empresa de comerç i reparació d'automòbils, 1 d'una empresa d'hostatgeria i restauració, 1 d'una empresa immobiliària, 1 d'una empresa de serveis i 1 d'una entitat de l'administració pública.
Dels 5 establiments de servei als particulars que hi havia el 2009, 2 eren paletes, 1 fusteria i 2 lampisteries.
L'any 2000 a Chevrier hi havia 9 explotacions agrícoles que ocupaven un total de 136 hectàrees.

## Equipaments sanitaris i escolars
El 2009 hi havia una escola elemental integrada dins d'un grup escolar amb les comunes properes formant una escola dispersa.

## Poblacions més properes
El següent diagrama mostra les poblacions més properes.